# Fred Schaus
Frederick "Fred" Appleton Schaus (Newark, Ohio, 30 de junio de 1925-Morgantown, Virginia Occidental, 10 de febrero de 2010) fue un jugador y entrenador de baloncesto estadounidense que disputó 5 temporadas de la NBA como jugador y otras 7 como entrenador. Fue también entrenador universitario en la Universidad de West Virginia y en la de Purdue, y General Manager de los Lakers. Con 1,96 metros de altura, jugaba en la posición de  alero.

## Trayectoria deportiva

### Universidad
Jugó entre 1947 y 1949 con los Mountaineers de la Universidad de West Virginia, y en su primer año ayudó a su equipo a llegar a las semifinales del National Invitation Tournament, siendo eliminados por la Universidad de Utah por dos puntos, 64-62. Anotó 1.009 puntos en 61 partidos disputados, con un promedio de 16,5 por encuentro. En su último año consiguió su mejor marca anotadora con 31 puntos ante VMI, promediando esa temporada 18,4 puntos por partido, que le situaron en la décima posición de anotadores del país. Fue elegido en el tercer equipo All-American.

### Profesional
Fue elegido en la tercera ronda del Draft de la BAA de 1949 por Fort Wayne Pistons, y ya en su primera temporada se convirtió en el referente de su equipo, logrando ser el máximo anotador del mismo, promediando 14,6 puntos, y el mejor pasador, con 2,6 asistencias por partido. Al año siguiente lograría su mejor porcentaje anotador, con 15,1 puntos por partido, siendo elegido para disputar el primer All-Star de la historia, en el que anotó 8 puntos, cogió 4 rebotes y dio 2 asistencias.
Jugó dos años más con los Pistons, pero sus números fueron cayendo, hasta llegar a los 10,5 en la temporada 1952-53. Al año siguiente sería traspasado a New York Knicks, donde su rendimiento ya no era el mismo de años anteriores, retirándose a la finalización de la campaña. En el total de su carrera profesional promedió 12,2 puntos, 6,0 rebotes y 2,9 asistencias por noche. Fue el primer jugador de los Pistons en conseguir más de 1000 puntos en una temporada.

### Entrenador

#### Universidad
Nada más retirarse, su alma mater, la Universidad de West Virginia, le contrató como entrenador, a pesar de no tener experiencia en el puesto. Acabó la temporada con 19 victorias y 11 derrotas, ganando al Instituto Militar de Virginia y a la Universidad George Washington, haciéndose con el título de la Southern Conference y llegando por primera vez en la historia de la institución al Torneo de la NCAA.
Entre 1956 y 1959, los Mountaineers lograron un récord de 44 victorias consecutivas en la temporada regular de su conferencia, lo que supuso un récord de la NCAA. La racha comenzó el 6 de enero de 1956, derrotando a Virginia Tech y terminó el 30 de enero de 1959 ante William & Mary, cuando cayeron derrotados 94-86 en Norfolk.
En 1959 consiguió su mayor éxito, al llevar al equipo a la Final Four de la NCAA, cayendo derrotados en la final ante la Universidad de California en Berkley por un solo punto, 71-70.
Tras su paso por Los Angeles Lakers, regresó a un banquillo universitario, dirigiendo a la Universidad de Purdue, donde consiguió 105 victorias y 59 derrotas, llevando al equipo a ganar el NIT en 1974, tras derrotar a la Universidad de Utah en la final. Tras ese partido, se convirtió en el único entrenador que ha conseguido jugar al menos una final de la NCAA, del NIT y de la NBA.
Su porcentaje de victorias en el total de su carrera como entrenador universitario es del 72,3%, situándose en el puesto 29 de los mejores entrenadores de la historia de la NCAA.

#### NBA
En 1960 es contratado por Los Angeles Lakers como entrenador principal, reencontrándose con la estrella de los Mountaineers Jerry West. dirige al equipo durante 7 temporadas, llegando en todas ellas a los playoffs, siendo subcampeón en 1962, 1963, 1965, y 1966, cayendo en todas ellas ante los Boston Celtics.
En 1967, tras dejar el banquillo, fue nombrado vicepresidente y general mánager del equipo, cargos que ostentaría hasta 1972.

## Estadísticas de su carrera en la NBA

### Temporada regular
| Año     | Equipo     | PJ  | MPP  | TC%  | TL%  | RPP | APP | PPP  |
| ------- | ---------- | --- | ---- | ---- | ---- | --- | --- | ---- |
| 1949–50 | Fort Wayne | 68  | –    | .352 | .818 | –   | 2.6 | 14.3 |
| 1950–51 | Fort Wayne | 68  | –    | .340 | .835 | 7.3 | 2.7 | 15.1 |
| 1951–52 | Fort Wayne | 62  | 41.6 | .361 | .833 | 7.0 | 4.0 | 14.1 |
| 1952–53 | Fort Wayne | 69  | 36.8 | .334 | .821 | 6.0 | 3.6 | 10.5 |
| 1953–54 | Fort Wayne | 23  | 11.8 | .397 | .760 | 2.2 | .9  | 3.8  |
| 1953–54 | New York   | 44  | 28.3 | .386 | .793 | 4.9 | 2.0 | 8.8  |
| Total   | Total      | 334 | 33.5 | .352 | .823 | 6.0 | 2.9 | 12.2 |

### Playoffs
| Año   | Equipo     | PJ | MPP  | TC%  | TL%  | RPP | APP | PPP  |
| ----- | ---------- | -- | ---- | ---- | ---- | --- | --- | ---- |
| 1950  | Fort Wayne | 4  | –    | .364 | .839 | –   | 2.8 | 18.5 |
| 1951  | Fort Wayne | 3  | –    | .386 | .818 | 5.3 | 3.3 | 14.3 |
| 1952  | Fort Wayne | 2  | 45.0 | .343 | .875 | 7.5 | 7.0 | 15.5 |
| 1953  | Fort Wayne | 8  | 30.5 | .300 | .761 | 5.3 | 5.3 | 8.9  |
| 1954  | New York   | 4  | 29.8 | .280 | .933 | 3.0 | 3.0 | 7.0  |
| Total | Total      | 21 | 32.4 | .339 | .820 | 5.0 | 2.6 | 11.8 |

## Estadísticas como entrenador
| Equipo             | Año     | Temporada regular | Temporada regular | Temporada regular | Temporada regular     | Playoffs                        |
| Equipo             | Año     | PJ                | G                 | P                 | Final                 | Resultado                       |
| ------------------ | ------- | ----------------- | ----------------- | ----------------- | --------------------- | ------------------------------- |
| Los Angeles Lakers | 1960-61 | 79                | 36                | 43                | 2.º en División Oeste | Pierde en Finales de División   |
| Los Angeles Lakers | 1961-62 | 80                | 54                | 26                | 1.º en División Oeste | Pierde en Finales               |
| Los Angeles Lakers | 1962-63 | 80                | 53                | 27                | 1.º en División Oeste | Pierde en Finales               |
| Los Angeles Lakers | 1963-64 | 80                | 42                | 38                | 3.º en División Oeste | Pierde en Semifinal de División |
| Los Angeles Lakers | 1964-65 | 80                | 49                | 31                | 1.º en División Oeste | Pierde en Finales               |
| Los Angeles Lakers | 1965-66 | 80                | 45                | 35                | 1.º en División Oeste | Pierde en Finales               |
| Los Angeles Lakers | 1966-67 | 81                | 36                | 45                | 3.º en División Oeste | Pierde en Semifinal de División |